# Дом Союзов
Дом Союзов (Дом Благородного собрания) — общественное здание на углу Охотного Ряда и Большой Дмитровки в Москве; памятник классицизма конца XVIII века.
Изначально — усадьба князя Василия Долгорукова-Крымского. Было куплено Благородным собранием в 1784 году и перестроено архитектором Матвеем Казаковым. После революции в доме находился Центральный совет московских профессиональных союзов, а здание было переименовано в Дом Союзов.
В Колонном зале по состоянию на 2022 год проходят концерты, праздничные мероприятия, похороны, конференции и семинары.

## Дом Благородного собрания
История особняка начинается с Благородного общества, созданного по инициативе попечителя Опекунского совета Михаила Соймонова в 1783 году. Его членами были потомственные дворяне, владевшие имениями в Московской губернии. 19 декабря 1784 года общество приобрело дом князя Василия Долгорукова-Крымского на углу улиц Охотный Ряд и Большая Дмитровка на деньги, полученные в Опекунском совете под заклад имений. При покупке дома купчая была оформлена на имя князя Алексея Голицына. После его смерти, 9 ноября 1792 года, Благородное собрание через главнокомандующего Москвы князя Александра Прозоровского подало прошение императрице Екатерине II о закреплении дома за обществом. Через полгода поступил Высочайший рескрипт: 

Князь Александр Александрович!
Купленный Благородным Обществом в Москве дом у покойного тайного советника князя Михаила Долгорукого на имя покойного князя Алексея Голицына, вследствие 50[-й] статьи жалованной от Нас дворянству Грамоты, повелеваем счислять принадлежащим собственностию помянутому Благородному Обществу; пребываем вам благосклонны. Екатерина.

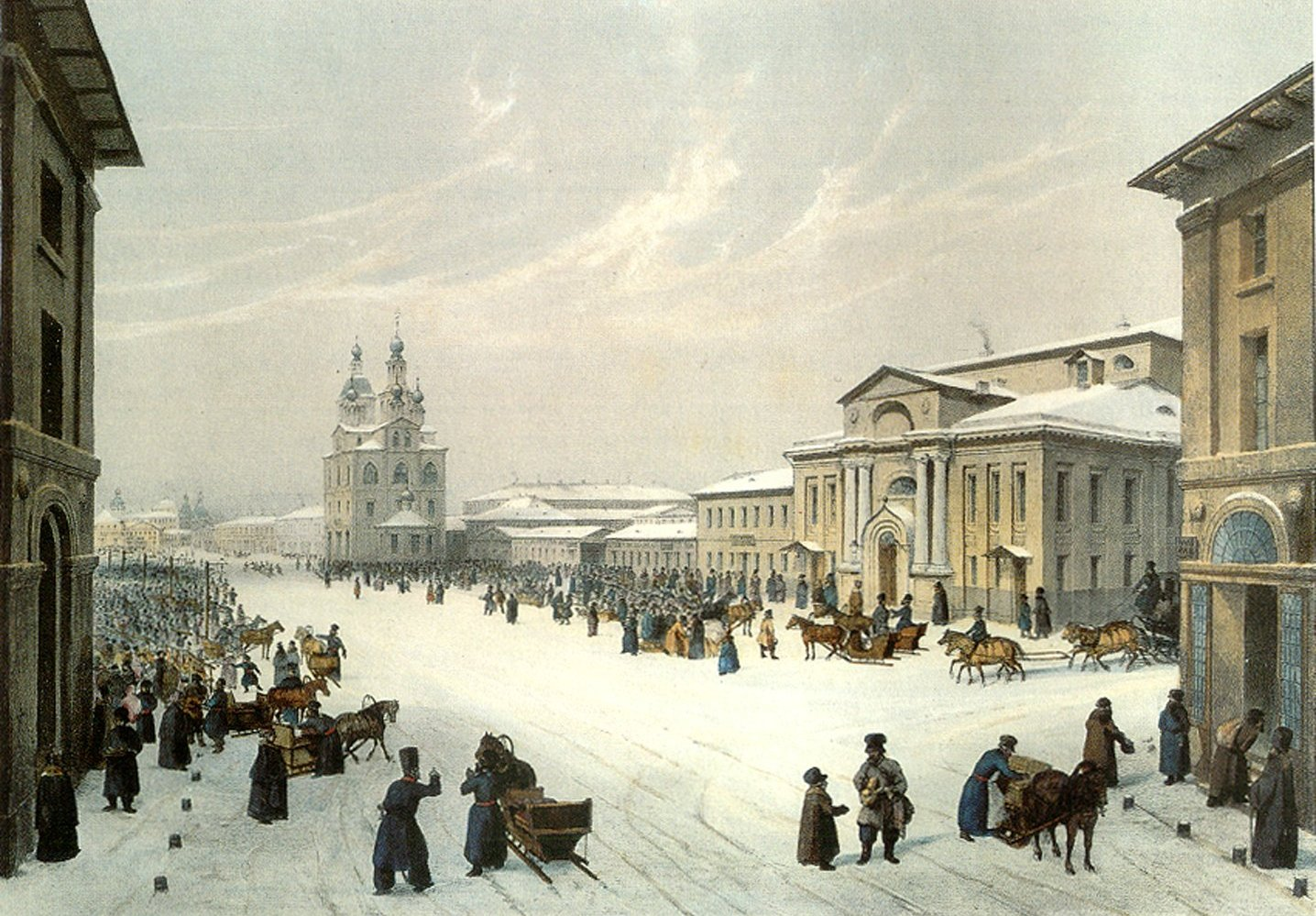
Дом Благородного собрания, 1840-е годы

Дом в стиле классицизм первоначально использовался как жилой, поэтому в нём не было больших залов для проведения балов и собраний. Для перестройки здания пригласили архитектора Матвея Казакова. Он оборудовал первый этаж под хозяйственные нужды, а на втором разместил парадные залы-гостиные: Соймоновскую, Александровскую, Екатерининскую, Голицынскую, Казаковскую, Крестовую, а также столовую, библиотеку и курительную. Центральным помещением стал Большой зал, устроенный на месте прежнего внутреннего двора. По его периметру стояли 28 коринфских колонн, которые освещали многорядные люстры. Его площадь составила 600 м², высота потолка, расписанного мифологическими сюжетами художником Джованни Батиста Скотти, — 14,5 метра. Зал вмещал в себя более двух тысяч человек, а также славился своей акустикой: плоский деревянный потолок играл роль деки, отражающей и усиливающей звук. Стены были расписаны Антонио Каноппи. Одним из прототипов этого интерьера стал Свадебный зал Людовика XVI и Марии-Антуанетты в Париже, построенный в 1770 г. Между Большим залом и окружающими его гостиными находились Екатерининский и Крестовский залы. В Екатерининском колонны располагались полукругом, Крестовый зал украшали пилястры. Казаков изменил внешний облик здания: главный фасад по Большой Дмитровке выделил шестью колоннами ионического ордера и плоскими портиками, а боковой — связанной антаблементом колоннадой. Углы здания обрамляли портики с пилястрами дорического ордера. Историограф Алексей Малиновский описывал Дом Благородного собрания: 
Кроме полуциркульной галереи, в которой поставлен памятник Екатерине II, сопредельные две залы занимаются карточными столами, за ними столовая и уборная для дам; есть комната и для чтения газет. Одна сторона — хор над колоннадою в зале — занята бывает оркестром, а на другие там стороны допускаются разного звания люди, не имеющие права быть записанными в Собрании, и смотрят оттуда на танцы и блистательность собрания дворян российских.
В начале 1790-х годов Казаков спроектировал пристройку, дошедшую до Георгиевского переулка. Главной частью нового корпуса стала купольная ротонда с колоннадой коринфского ордера, построенная на углу улицы Большой Дмитровки и Георгиевского переулка. К ней присоединялось трёхэтажное строение с окнами, украшенными полукруглыми нишами.

### XIX — начало XX века

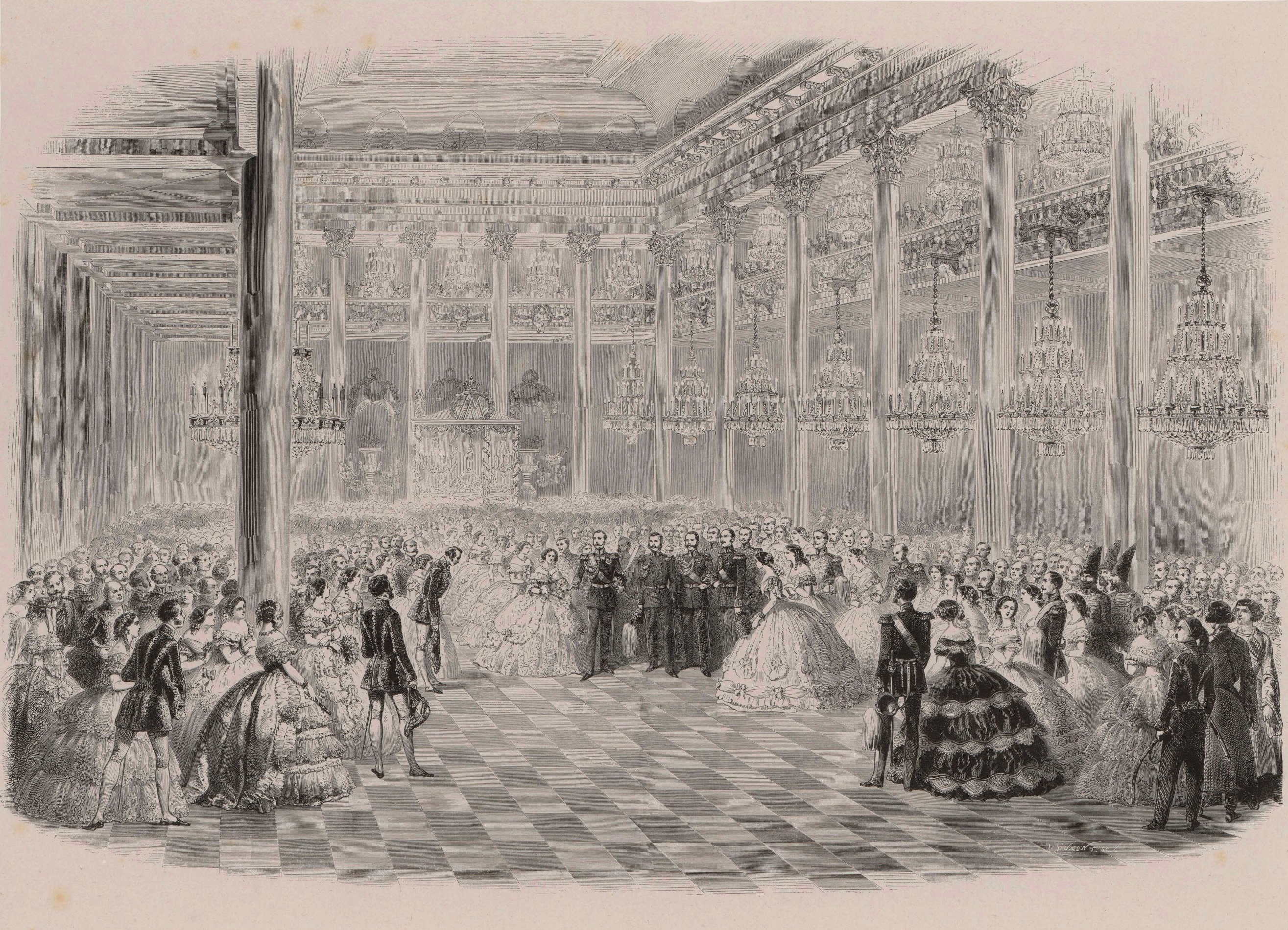
Бал в Благородном Собрании в честь коронации Александра II. Рис. 1856 г.

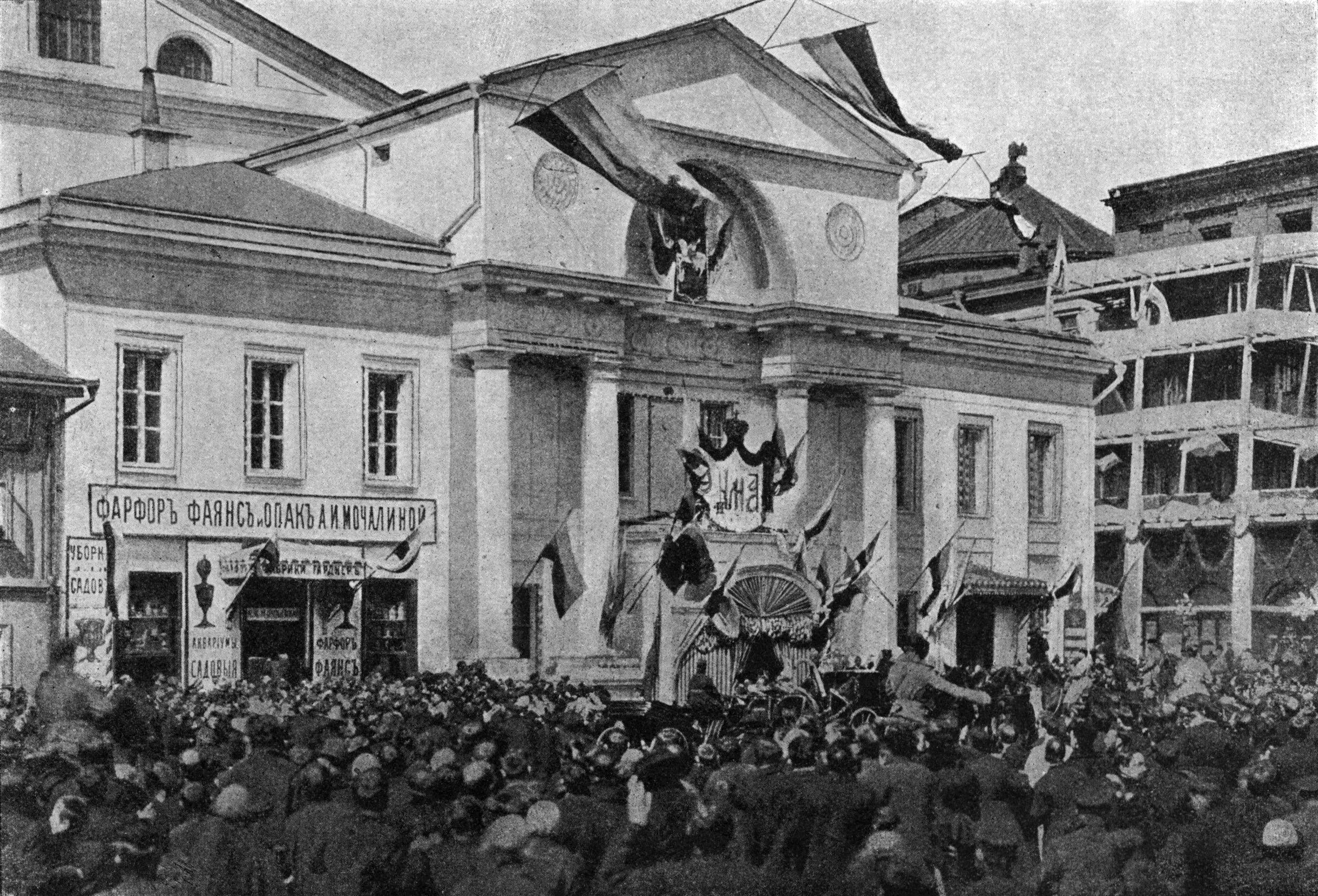
Дом Благородного собрания в апреле 1900 года

Дом сильно пострадал в результате пожара 1812 года: прогорела крыша, повредился внутренний декор. Через два года он был восстановлен архитектором Алексеем Бакаревым — учеником Матвея Казакова. Часть средств на ремонт выделил Александр I, оставшуюся сумму собрали на частные пожертвования. В результате работ отремонтировали кровлю и установили балкон. Декор потолка, созданный Джованни Скотти, сильно пострадал, и его забелили штукатуркой. Екатерининский зал стал круглым за счёт переноса полукруглой колоннады ближе к центру. К декабрю 1814 года завершили отделку внутренних помещений и фасада, выходящего на улицу Охотный Ряд, но остальная часть стояла в лесах до 1819-го. Несмотря на ремонт 12 декабря 1814 года был дан бал, на котором присутствовали 1115 человек. В 1820-х годах помещения дома сдавались в аренду и их часто снимал танцмейстер Пётр Андреевич Иогель, устраивавший платные балы.
Во второй половине XIX века в зале Благородного собрания с концертами выступали Пётр Чайковский, Николай Римский-Корсаков, Сергей Рахманинов, Ференц Лист и другие музыканты. Десятки концертов провёл «Кружок любителей русской музыки», в них принимали участие певцы Леонид Собинов, Надежда Забела, Фёдор Шаляпин, пианисты Константин Игумнов, Александр Гольденвейзер, Галина Баринова, Анатолий Брандуков, Эмиль Купер, Вячеслав Сук.
30 марта 1856 года Александр II выступил в Доме Благородного собрания с речью о необходимости отмены крепостного права, а в 1880-м, во время празднования открытия памятника Александру Пушкину на Тверском бульваре, Фёдор Достоевский произнёс речь в память поэта.
В 1903—1908 годах здание решили перестроить согласно модным тенденциям. По проекту Александра Мейснера было запланировано надстроить третий этаж и придать фасадам бо́льшую стройность и строгость. В результате работ треугольный фронтон заменили на широкий прямоугольный аттик, на стенах появился горельеф из античных сюжетов, фасад по улице Охотный Ряд завершили куполом.
Летом 1912 года в здании отмечали 300-летие Дома Романовых и 100-летие победы в Отечественной войне. Перед прибытием Николая II все помещения были украшены цветами и гирляндами. На протяжении праздника выступали оркестр и хор, исполняя музыку из русских опер. Во время Первой мировой войны концертная деятельность Дома Благородного собрания постепенно угасла. На смену балам пришли благотворительные концерты и лотереи, а часть дома переоборудовали под лазарет.

## Дом Союзов

### Использование здания

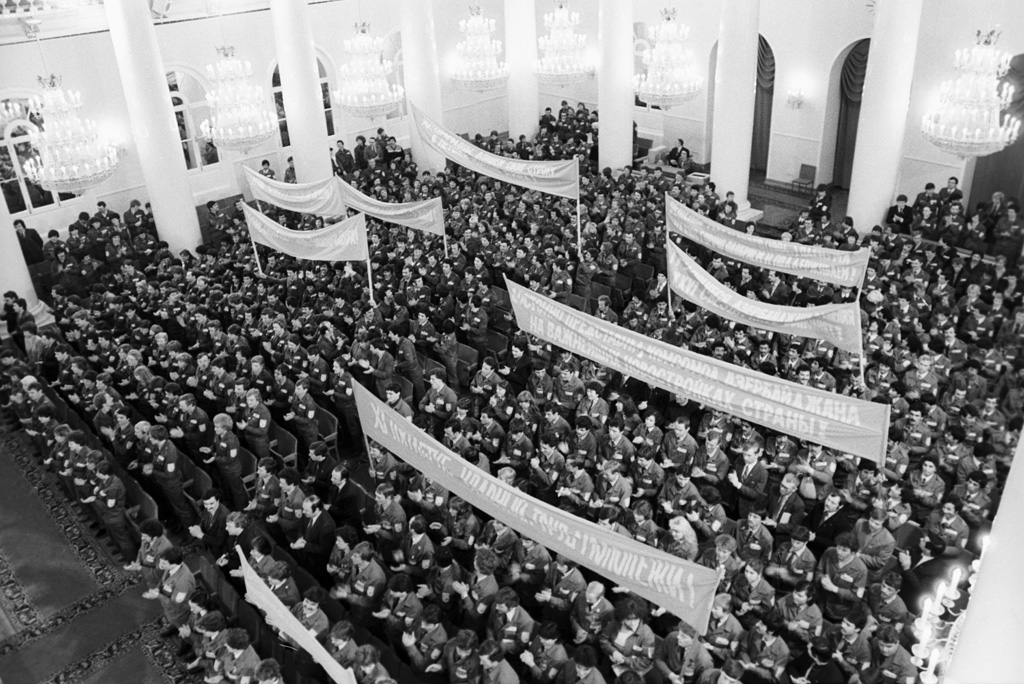
Торжественный митинг, посвящённый отъезду Всесоюзного студенческого ударного отряда на стройки страны, 1974 год

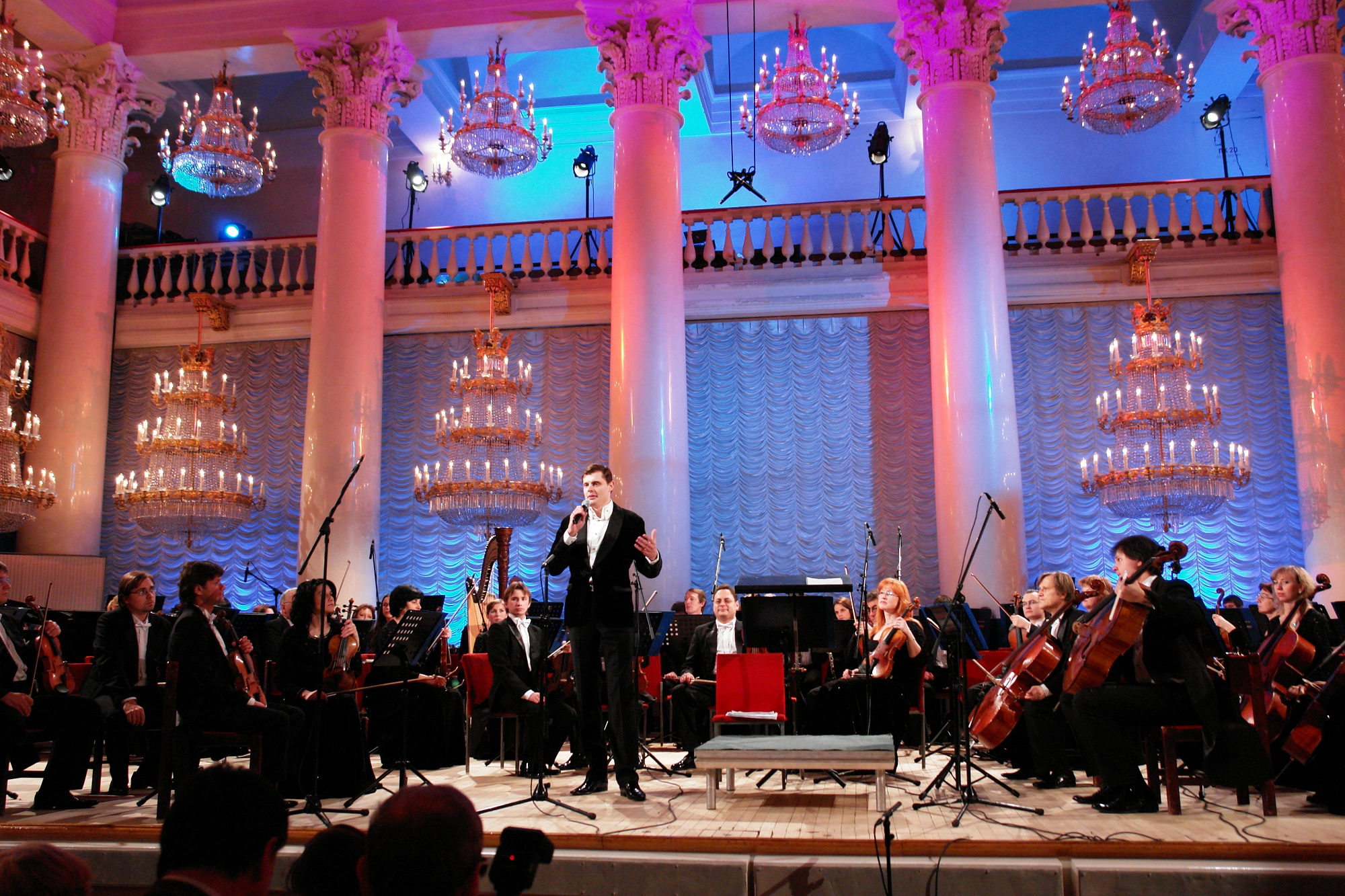
Концерт в честь Елены Образцовой, 2009 год

После революции 1 ноября 1917 года по решению Московского военно-революционного комитета помещение бывшего Благородного собрания было реквизировано. В нём разместился Центральный совет московских профессиональных союзов, а здание переименовали в Дом Союзов. Большой зал стал Колонным, Екатерининский — Овальным, Крестовый — Октябрьским. Таким образом были переименованы и другие залы.
С 1918 по 1922 год Владимир Ленин выступил здесь около 50 раз, впервые — 14 марта 1918-го на заседании IV Чрезвычайного Всероссийского съезда Советов. 22 октября того же года состоялся его первый публичный доклад после покушения на заводе Михельсона. Газета «Вечерняя Москва» описывала его выступление: 

Блестящий Колонный зал Дома Союзов переполнен рабочими делегатами. На хорах полно гостей. В зале говорят о предстоящем выступлении товарища Ленина. Все с нетерпением ждут появления вождя русского пролетариата… Встреченный громом аплодисментов Ленин говорил, что поражение Германии в Первой мировой войне и развитие революционного движения в центре Европы создают для Советской республики противоречивое положение… Но никакие силы не свергнут Советскую власть, ибо большевизм уже стал теорией и тактикой международного пролетариата.
В течение 1920 года в Доме Союзов состоялось более 20 мероприятий, начиная со II Всероссийского съезда горнорабочих, который открылся 26 января. В октябре 1921-го в Колонном зале прошёл III Всероссийский съезд работников просвещения, а в Голубом зале — III Всероссийский съезд работников искусств. В здании была также организована первая в Москве рабочая читальня имени Горького, библиотечный фонд которой к 1921-му насчитывал более 50 тысяч книг. В мае-июле 1928 года состоялся Шахтинский процесс, в конце 1930-го — процесс Промпартии, в 1933 году — суд над инженерами, обвинёнными в саботаже. В 1934-м был организован I Съезд писателей, на который прибыло более 500 делегатов. Для возможности записи выступлений авторов Колонный зал радиофицировали.
В 1933 году архитектор Игнатий Милинис совместно с Яковом Корнфельдом разработали проект перестройки здания, который подразумевал реконструкцию фасада в стиле конструктивизм. По проекту архитектора Аркадия Лангмана здания Совета Труда и обороны, строившееся в 1932—1935 годах неподалёку, должно было соединяться корпусами с Домом Союзов. Однако от идеи отказались после критики со стороны главного архитектора Москвы Сергея Чернышёва. В 1935 году архитектор Алексей Рухлядев разработал проект реконструкции Колонного зала.
Во время Великой Отечественной войны Дом Союзов служил военным штабом для Отдельной мотострелковой бригады особого назначения НКВД СССР и 1-го мотострелкового полка. После разгрома немецких войск под Москвой в здании проходили антифашистские митинги, лекции по политическим вопросам и другие мероприятия. Одним из них стала радиопремьера Седьмой симфонии Шостковича, транслировавшаяся в мае 1942 года в США и Англию.
С 1935 года в здании регулярно проводится детская «Новогодняя ёлка». Именно на этом празднике впервые вместе с Дедом Морозом появилась Снегурочка, объявленная его внучкой. В главном помещении также проходили крупные соревнования по шахматам и шашкам. 14 мая 1936 года состоялся Московский этап III международного шахматного турнира, в котором приняли участие Макс Эйве, Эмануил Ласкер, Хосе Рауль Капабланка и Алексей Алехин. В нём также проводились матч-турнир 1948 года и самый длинный в истории матч между Анатолием Карповым и Гарри Каспаровым (1984—1985).
Летом 1962 года в Колонном зале состоялось первое заседание Исполнительного комитета Совета экономической взаимопомощи. В 1970-м в Доме Союзов прошла сессия Президиума Всемирного совета мира, посвящённая 100-летию со дня рождения Ленина. Через год проводилось Учредительное собрание комитета за европейскую безопасность, на котором присутствовали представители более 30 общественных организаций, творческих объединений, Академии наук СССР. Среди выступавших были Валентина Николаева-Терешкова, академик Михаил Миллионщиков, поэт Алексей Сурков, директор Завода имени Лихачёва Павел Бородин, хирург Николай Амосов. Председателем собрания был избран Алексей Шитиков. В июле 1980 года Дом Союзов служил резиденцией Международного олимпийского комитета.

### Церемонии прощания

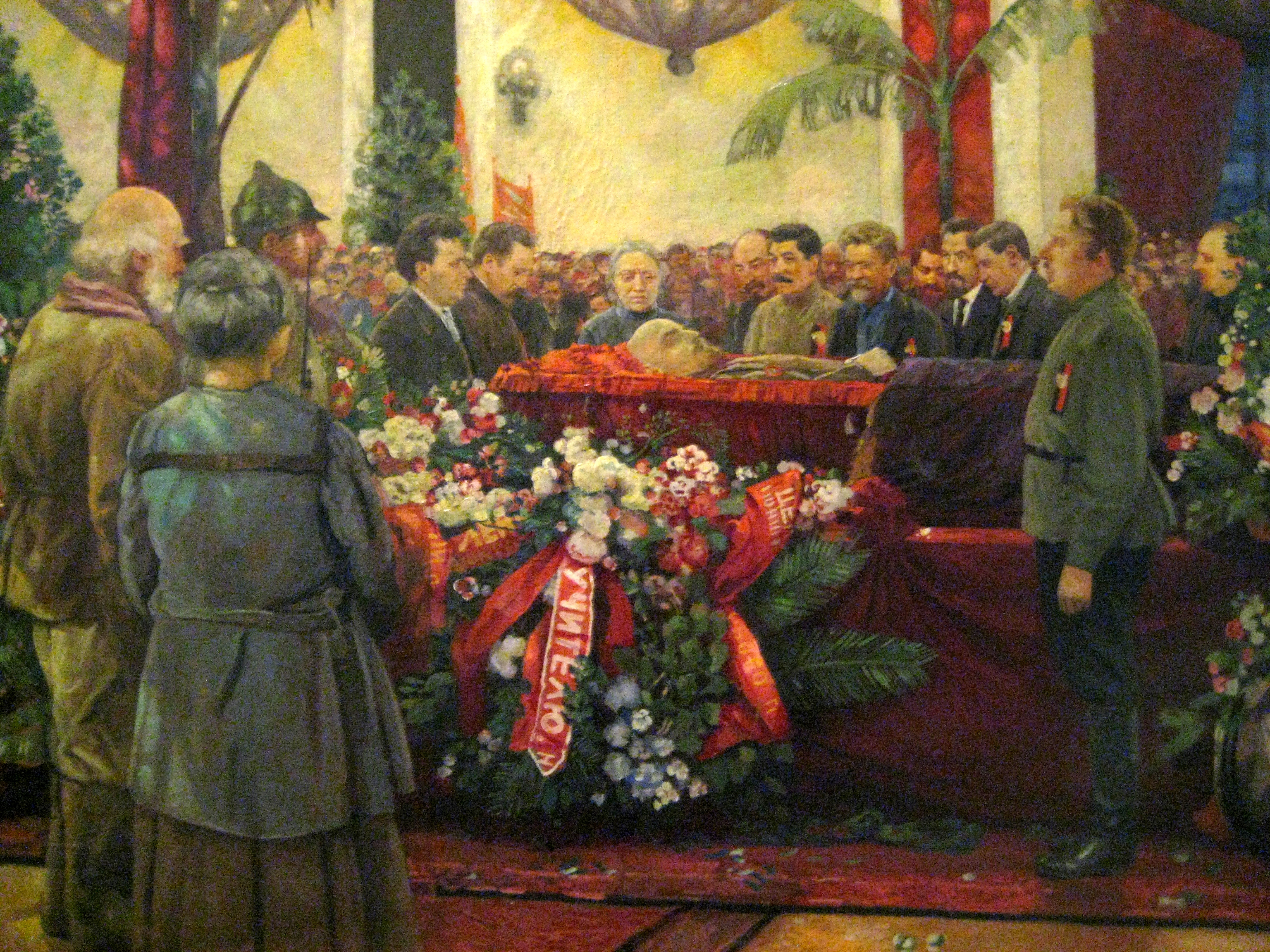
Прощание с Лениным в Колонном зале на картине Исаака Бродского, 1924 год

Колонный зал Дома Союзов является местом прощания с ушедшими из жизни государственными и культурными деятелями. Установилась эта традиция в феврале 1921 года после гражданской панихиды по революционеру Петру Кропоткину.
После смерти Владимира Ленина, 21 января 1924 года, церемония прощания прошла в Колонном зале. Для организации похорон была создана комиссия под руководством Феликса Дзержинского. После процессии вдоль Красной площади гроб понесли к Дому Союзов и установили в Колонном зале, где он находился с 23 по 27 января. За это время здание посетили более 50 тысяч человек, всего был возложен 821 венок.
Перед войной и в первое время после неё почти все церемонии прощания с умершими членами Политбюро, ЦК ВКП (б), членами ЦИК СССР, СНК СССР проводились в Колонном зале, например с Ф. Э. Дзержинским, С. М. Кировым, В. В. Куйбышевым, М. И. Калининым, А. А. Ждановым.
Церемония прощания с Иосифом Сталиным началась на следующий день после его смерти, 5 марта 1953 года, в Колонном зале. Интерьер помещения для церемонии был оформлен под руководством председателя Комитета по делам искусств при Совете министров СССР Николая Беспалова. Его украшали портреты вождя, а на колоннах висели бархатные полотна с гербами союзных республик. Гроб стоял в центре зала, рядом с ним лежала атласная лента с наградами, а в изголовье находилось знамя Советского Союза. Люстры были накрыты чёрной тканью. В зале присутствовал оркестр, игравший траурные мелодии Петра Чайковского, Людвига ван Бетховена, Вольфганга Амадея Моцарта. Прощание длилось с 6 по 9 марта. За это время, по разным данным, в Колонный зал пришло от полумиллиона до двух миллионов человек. Присутствовали представители дружественных стран: китайская делегация во главе с Чжоу Эньлаем, Клемент Готвальд, Георге Георгиу-Деж и другие. Вечером 8 марта церемония закончилась, венки от руководителей использовались во время погребения, оставшуюся часть возложили к Мавзолею.
В ноябре 1982 года в Доме Союзов прощались с Генеральным секретарём ЦК КПСС, Председателем Президиума Верховного Совета СССР Леонидом Брежневым. В почётном карауле стояли Юрий Андропов, Михаил Горбачёв, Виктор Гришин и другие.
Также в Колонном зале были организованы прощания с маршалами Советского Союза Климентом Ворошиловым, Семёном Будённым, Андреем Гречко, Дмитрием Устиновым, секретарем ЦК КПСС Михаилом Сусловым, Генеральными секретарями ЦК КПСС Юрием Андроповым и Константином Черненко, председателем КПК Арвидом Пельше. В случае похорон на Красной площади путь похоронной процессии начинался с Дома Союзов, даже если гроб перед этим выставлялся в Центральном доме Советской армии имени Фрунзе.
После распада СССР церемонии прощания в доме Союзов не проводились вплоть до июня 2015 года, когда в Колонном зале состоялась гражданская панихида по политическому деятелю Евгению Примакову.

### Реставрация

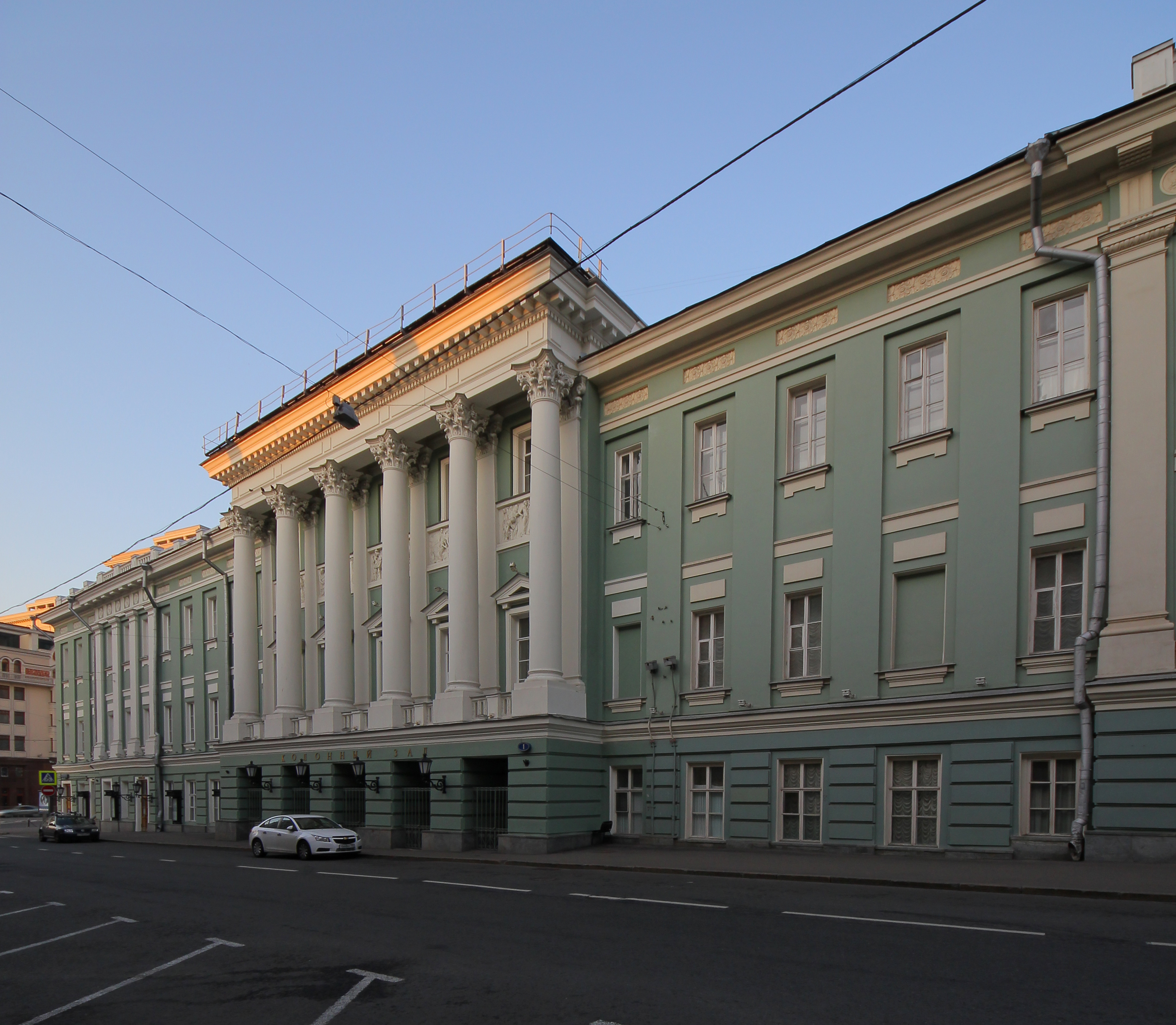
Со стороны Большой Дмитровки, 2011 год

В результате военных действий Дом Союзов не пострадал, однако здание требовало ремонта: со временем разрушились многие конструкции и деревянные перекрытия, просел фундамент. В 1967 году начались ремонтные работы, во время которых отреставрировали внутренние помещения, укрепили фундамент, установили систему вентиляции и кондиционирования воздуха. В залах восстановили колоннады, балюстраду галереи и балконы, люстры. Во время реконструкции инженерных сооружений были заменены более ста километров труб. Работами руководила группа архитекторов «Моспроект-3». Через десять лет провели ещё одну реставрацию, во время которой укрепили колонны главного помещения и несущие конструкции балконов, заменили паркет. Рядом с Октябрьским залом были установлены два бесшумных лифта.

## Современность
После распада СССР Дом Союзов стал закрытым акционерным обществом Основные учредители — Всеобщая конфедерация профсоюзов и Московская конфедерация профсоюзов. По состоянию на 2018 год оно сдаёт в аренду залы для проведения различных мероприятий, съездов и конференций. В 2002 году в Колонном зале прошёл форум «Глобализация экономики, региональная интеграция, влияние этих процессов на положение трудящихся» , в феврале 2015 года — церемония награждения премией «За верность науке». В Колонном зале также проводятся музыкальные концерты. На его сцене выступали: Людмила Зыкина, Александр Градский, Клавдия Шульженко, Леонид Утёсов, Иосиф Кобзон, Лев Лещенко, Валентина Толкунова, Эдуард Хиль, Людмила Сенчина, Мария Пахоменко,  София Ротару, Эдита Пьеха, Муслим Магомаев, Аркадий Райкин, Геннадий Хазанов, Виктор Чистяков и многие другие.
3 октября 2019 года Президент России Владимир Путин подписал распоряжение о временном размещении Государственной думы в Доме Союзов.
8 апреля 2022 года в Колонном зале состоялось прощание с лидером партии ЛДПР Владимиром Жириновским. 3 сентября 2022 года состоялось прощание с последним Генеральным секретарём ЦК КПСС и единственным Президентом СССР Михаилом Горбачёвым. 28 февраля 2024 года состоялось прощание с Председателем Верховного суда Российской Федерации Вячеславом Лебедевым.